# فكرة (ألبوم)
ألبوم فكرة بالإنجليزية(Fekra)، هو الألبوم الأول للمنشد الإسلامي، والفنان الكويتي حمود الخضر. صدر في سنة 2013 من إنتاج وتوزيع سلام في الكويت.

## قائمة الأغاني
| #  | عنوان        |
| -- | ------------ |
| 1  | أحلى شعور    |
| 2  | فكرة         |
| 3  | يحلو الوصال  |
| 4  | الميزان      |
| 5  | أنا الإنسان  |
| 6  | ما في مستحيل |
| 7  | توازن الحياة |
| 8  | لا بد من حب  |
| 9  | حياتنا غير   |
| 10 | خواطر 5      |
| 11 | درب النجاح   |
| 12 | نقدر         |

يوجد ثلاثة نسختين من ألبوم فكرة، بدون إيقاع، إيقاع وموسيقى.

## الأناشيد المصورة
- يحلو الوصال
- توازن الحياة
- برنامج خواطر 5 (شارة البرنامج)

## روابط خارجية
- القناة الرسمية للفنان على اليوتيوب